# Новое Борцово
Новое Борцово —  поселок в Дальнеконстантиновском районе Нижегородской области. Входит в состав городского поселения Рабочий посёлок Дальнее Константиново

## География
Находится на расстоянии менее 1 километров на юго-запад от поселка Дальнее Константиново, административного центра района.

## Население
| 2002 | 2010 |
| ---- | ---- |
| 5    | ↘0   |

### Национальный состав
Согласно результатам переписи 2002 года, в национальной структуре населения русские составляли 100 % из 5 чел.